# L'occasione (programma televisivo)
L'occasione è stato un programma televisivo italiano di genere varietà andato in onda in una edizione e sette puntate dal 15 aprile al 27 maggio 1973 sul Secondo Programma della Rai.

## Caratteristiche
Scritto da Leo Chiosso e Gustavo Palazio e diretto da Stefano De Stefani – il quale prese il posto di Carla Ragionieri – la trasmissione fu l'ultima di una ideale trilogia, insieme a Jolly del 1970 e Stasera sì del 1971 condotta dal Quartetto Cetra in prima serata, dove il gruppo esplorava stili e generi musicali differenti, esibendosi in numeri musicali sia da soli che con vari ospiti.
Il titolo della trasmissione si riferiva all'occasione iniziale che i quattro componenti del gruppo hanno avuto per mettersi insieme artisticamente e alla loro domanda sui motivi per continuare il loro percorso artistico, che era il leit-motiv ricorrente prima della sigla di apertura. La scenografia dello spettacolo, registrato al Teatro della Fiera di Milano, era un motivo circolare non regolare ma ondulatorio.
Tra i numerosi ospiti, si segnalano Claudio Villa, Rosanna Fratello, Maria Monti, Milly, Peppino Di Capri, Ombretta Colli, Giampiero Boneschi – che suonò il moog – Gloria Paul, Memo Remigi, Marisa Merlini, Toni Ucci e i Ricchi e Poveri.

## Sigle
Le sigle, cantate dal Quartetto Cetra, erano L'occasione di apertura, e Scimpanzé di chiusura.
Le migliori esibizioni della trasmissione furono raccolte nel 2010 in un DVD, intitolato L'occasione – Sketch, balli e canzoni in allegria, distribuito soltanto nelle edicole. La piattaforma Rai Play non ha ancora reso disponibili in streaming le puntate integrali.